# Herreraichthys coahuilensis
Herreraichthys coahuilensis è un pesce osseo estinto, appartenente ai lepisosteiformi. Visse nel Cretaceo superiore (Santoniano, circa 84 . 85 milioni di anni fa) e i suoi resti fossili sono stati ritrovati in Messico.

## Descrizione
Questo pesce doveva essere molto simile agli attuali lucci alligatore (generi Lepisosteus e Atractosteus), e come questi possedeva un profilo slanciato, un corpo forte ma snello e scaglie ricoperte da ganoina. Il muso era allungato in una sorta di rostro dentato. Herreraichthys possedeva due file di denti sull'osso dentale e sulle ossa lacrimomaxillari: una fila linguale di piccoli denti acuminati di taglia regolare, e una fila mediana di denti più lunghi, a forma di zanna. Il principale elemento del morso della mascella superiore era data dalla serie lacrimomaxillare; i denti erano dotati di plicidentina. Rispetto agli altri lepisosteidi, Herreraichthys differiva principalmente nella serie lacrimomaxillare dotata di ben 32 elementi, la più grande serie nota tra i lepisosteiformi, e nella forma della premascella, più ampia e corta. 

## Classificazione
Herreraichthys era un membro dei lepisosteidi, attualmente viventi principalmente nelle acque dolci del Nordamerica; in particolare, Herreraichthys sembrerebbe essere un membro del gruppo odierno (Lepisosteinae). Herreraichthys coahuilensis venne descritto per la prima volta nel 2016, sulla base di un esemplare fossile ritrovati negli strati marnosi della cava "Los Temporales", nello Stato di Coahuila in Messico. 

## Paleoecologia
Il ritrovamento dell'olotipo di Herreraichthys in un deposito di mare aperto privo di elementi dulciacquicoli suggerisce che questo pesce fosse un abitante dei mari; in ogni caso, c'è la possibilità che questa specie fosse in grado di sopravvivere temporaneamente nel mare, come avviene anche nella specie attuale Atractosteus spatula. 